# El huésped del cuarto número 13
El huésped del cuarto número 13 és una pel·lícula hispanoportuguesa de comèdia del 1947 dirigida per Arthur Duarte.

## Sinopsi
El duc de Gomara juga a fer apostes altes al casino, intentant impressionar la seva companya Estela. Ho perd tot i s'hauria suïcidat, si no fos per Maria Eugénia, una noia molt bella filla d'un banquer. Gelosa, Estela diu al pare de la noia que el duc és un lladre internacional. Les coses es posen força malament per al duc, que a més a més li han donat l'habitació 13 a l'hotel del Casino.

## Repartiment
- Teresa Casal... Estela
- Maria Eugénia ... Maria Eugénia Arriaga
- Alfredo Mayo 	... 	Duc de Gomara
- Estevão Amarante ... 	Arriaga, el banquer
- Conchita Sarabia ... 	Mary
- Maria Olguim 	... Josefina
- Casimiro Hurtado ... 	José
- José Ramón Giner... Detectiu

## Guardons
Jesús García Leoz va rebre el premi a la millor música a les Medalles del Cercle d'Escriptors Cinematogràfics de 1947.